# Berehove (Crimea)
Berehove o Beregovoye (en ucraniano: Берегове; en ruso: Берегово́е; en tartato de Crimea: Qoran Eli) es una aldea en la península de Crimea, forma parte del Municipio de Feodosia de la República Autónoma de Crimea de Ucrania o República de Crimea de Rusia. Su soberanía está discutida con Ucrania, ya que esta no reconoce el referéndum de 2014 sobre su anexión a Rusia.